# Copa de Oro Nicolás Leoz
La Copa de Oro (Copa de Ouro o Copa Ouro en portugués) o Copa de Oro Nicolás Leoz (Copa de Ouro Nicolás Leoz en portugués), fue una competición de copa de ganadores de copa de fútbol disputada en 3 ocasiones por los ganadores más recientes de todas las competiciones continentales de la CONMEBOL. Estos incluyeron campeones de la Copa Libertadores, Supercopa Sudamericana, Copa CONMEBOL, Supercopa Masters y Copa Masters CONMEBOL. Los campeones de la Recopa Sudamericana no participaron. La copa es una de las tantas competencias continentales de clubes que ha organizado la CONMEBOL. La primera competencia se llevó a cabo en 1993 con los 4 principales campeones continentales de la temporada anterior, mientras que la segunda competencia en 1995, dos campeones continentales se negaron a jugar, dejando solo dos participantes para jugar. En la última edición de 1996, todos los campeones continentales aceptaron la invitación para jugar. Boca Juniors , Cruzeiro y Flamengo fueron los únicos ganadores del torneo con un título cada uno.

## Historia

### 1993
La edición de 1993 fue disputada por los campeones de 1992: Atlético Mineiro (Copa Conmebol 1992), Boca Juniors (Copa Máster de Supercopa 1992), Cruzeiro (Supercopa Sudamericana 1992) y São Paulo (Copa Libertadores 1992). En las semifinales, Boca venció a São Paulo en La Bombonera por 1 a 0 y empató en el Estadio Pacaembú por 1 a 1 (el gol de Boca fue hecho en la prórroga y fue el primer partido en torneos sudamericanos definido por el sistema de "muerte súbita" o "gol de oro").
En la otra llave se disputó solo un partido. Luego de un empate 0 a 0 durante el tiempo reglamentario, Atlético Mineiro venció a Cruzeiro por 5 a 4 en los penales. En la final, Boca y Atlético Mineiro empataron en el estadio Mineirão de Belo Horizonte por 0 a 0, mientras que el segundo partido, en La Bombonera, fue ganado por Boca 1 a 0 con gol de Carlos Mac Allister de cabeza, consagrándose campeón. Aquel título le permitió jugar la Copa Iberoamericana 1994 ante el Real Madrid.

### 1995
Tras no haberse disputado en el año 1994, la Copa de Oro volvió al ruedo en el año 1995. Sin embargo, solamente dos equipos alcanzaron a disputarla, siendo ellos Cruzeiro, campeón de la Copa Máster de Supercopa 1994, y São Paulo, campeón de la Copa Conmebol 1994. En el primer partido de esa final, jugado en el Estadio Mineirão, São Paulo venció a Cruzeiro por 1 a 0. El hecho curioso fue que el partido fue suspendido en el inicio del segundo tiempo, pues Cruzeiro, que tuvo cuatro jugadores expulsados en el primer tiempo y había utilizado todas las sustituciones permitidas, se le lesionó uno de sus jugadores, quedando con apenas seis en el campo —de acuerdo con el reglamento, el número mínimo de atletas es siete por equipo—. En el segundo juego, en el Estadio Morumbi, Cruzeiro ganó por 1 a 0. Ya en los penales, el equipo Mineiro venció por 4 a 1 y se consagró campeón. Otra curiosidad fue que estos partidos también fueron válidos por los cuartos de final de la Supercopa Sudamericana.

### 1996
En 1996 el torneo se disputó en la ciudad brasileña de Manaus, entre el 13 y el 16 de agosto. Los equipos participantes fueron Grêmio (campeón de la Copa Libertadores 1995), Flamengo (subcampeón de la Supercopa Sudamericana 1995), Rosario Central (campeón de la Copa Conmebol 1995) y São Paulo (vencedor de la Copa Máster de Conmebol 1996). En las semifinales, el Flamengo derrotó a Rosario Central por 2 a 1, mientras que São Paulo venció a Grêmio por el mismo resultado. En la final, Flamengo venció a São Paulo por 3 a 1 y se consagró campeón.

## Historial
| São Paulo · Brasil | Cruzeiro · Brasil |

| Rosario Central Argentina | Grêmio · Brasil |

## Palmarés

### Títulos por equipo
| Equipo           | País      | Títulos  | Subtítulos      | Semifinalista |
| ---------------- | --------- | -------- | --------------- | ------------- |
| Cruzeiro         | Brasil    | 1 (1995) | —               | 1 (1993)      |
| Boca Juniors     | Argentina | 1 (1993) | —               | —             |
| Flamengo         | Brasil    | 1 (1996) | —               | —             |
| São Paulo        | Brasil    | —        | 2 (1995 y 1996) | 1 (1993)      |
| Atlético Mineiro | Brasil    | —        | 1 (1993)        | —             |
| Rosario Central  | Argentina | —        | —               | 1 (1996)      |
| Grêmio           | Brasil    | —        | —               | 1 (1996)      |

### Títulos por país
| País      | Campeonatos | Subcampeonatos |
| --------- | ----------- | -------------- |
| Brasil    | 2           | 3              |
| Argentina | 1           | 0              |

## Goleadores
| Año  | Jugador         | Equipo             | Goles |
| ---- | --------------- | ------------------ | ----- |
| 1993 | Sergio Martínez | Boca Juniors       | 2     |
| 1995 | Palhinha Dinei  | São Paulo Cruzeiro | 1     |
| 1996 | Sávio           | Flamengo           | 3     |

## Estadísticas

### Equipos
Se toman en cuenta las 3 ediciones de la copa desde 1993 hasta 1996.
- Mayor cantidad de participaciones: São Paulo con 3.
- Mayor cantidad de participaciones sin ganar la copa: São Paulo con 3.
- Mayor cantidad de partidos jugados: São Paulo con 6.
- Mayor cantidad de partidos ganados: Boca Juniors, São Paulo y Flamengo con 2 cada uno.
- Mayor cantidad de puntos ganados: Boca Juniors con 8.
- Mayor cantidad de goles convertidos: São Paulo y Flamengo con 5 cada uno.
- Únicos equipos invictos: Flamengo y Boca Juniors no han perdido ninguno de sus partidos disputados en la competición. Flamengo consiguió dos triunfos en dos partidos en 1996 y Boca obtuvo la misma cantidad junto a dos empates más en 1993.

### Goles
- Goleador histórico de la Copa de Oro Nicolás Leoz: Sávio con 3 goles, todos en Flamengo.
- Autor del primer gol en la historia de la Copa de Oro Nicolás Leoz: Sergio Martínez de Boca Juniors contra São Paulo.
- Autor del primer Hat-trick en la historia de la Copa de Oro Nicolás Leoz: Sávio de Flamengo contra São Paulo.
- Mayores goleadas: Flamengo 3-1 São Paulo (1996)
- Mayor cantidad de goles en un empate: Boca Juniors 1-1 São Paulo, 1993.
- Eliminatoria con más goles: Flamengo - São Paulo 3-1 en 1996.

### Final
- Mayor número de finales ganadas: Una, Boca Juniors (1993), Cruzeiro (1995) y Flamengo (1996).
- Mayor número de finales perdidas: Dos, São Paulo (1995 y 1996).
- Mayor goleada en una final: Flamengo 3-1 São Paulo en 1996.
- Final con mayor diferencia de goles en el marcador global: Flamengo a São Paulo 3-1 en 1996.
- Mayor cantidad de goles en una final: Flamengo 3-1 São Paulo, 1996.
- Definición por penales: En una sola ocasión, los finalistas han llegado a disputar la tanda de penaltis, para definir el campeón:
  - Cruzeiro - São Paulo, 1995.

### Jugadores
- Máximo goleador en un torneo: Sávio, 3 goles en 1996 con el Flamengo.
- Jugador con más goles en un partido: Sávio marcó 3 tantos en la victoria por 3 a 1 de Flamengo al São Paulo, ambos de Brasil, 1996.

## Equipos con más participaciones
| Equipo           | Participaciones |
| ---------------- | --------------- |
| São Paulo        | 3               |
| Cruzeiro         | 2               |
| Boca Juniors     | 1               |
| Atlético Mineiro | 1               |
| Flamengo         | 1               |
| Rosario Central  | 1               |
| Grêmio           | 1               |